# Stare Wierzchowo
Stare Wierzchowo (deutsch Sassenburg) ist ein Dorf in der polnischen Woiwodschaft Westpommern. Es gehört zur Gmina Szczecinek (Landgemeinde Neustettin) im Powiat Szczecinecki (Kreis Neustettin).

## Geographische Lage
Am Südufer des Jezioro Wierzchowo (Virchowsee) und am Unterlauf der Gwda (Küddow) gelegen, umgibt das Dorf Stare Wierzchowo eine ländlich idyllische Landschaft. Eine verkehrsarme Nebenstraße, die das Dorf Wierzchowo (Wurchow, an der Landesstraße 11 Kołobrzeg (Kolberg) – Posen – Bytom (Beuthen/OS)) mit der Kleinstadt Biały Bór (Baldenburg, an den Landesstraßen 20 Stargard (Stargard in Pommern) – Gdynia (Gdingen) und 25 Bobolice (Bublitz) – Bydgoszcz (Bromberg) – Oleśnica (Oels)) verbindet, verläuft mitten durch den Ort. Die Kreisstadt Szczecinek (Neustettin) liegt südlich und ist in 18 Kilometern zu erreichen.
Eine Bahnanbindung besteht nicht. Die nächsten Bahnhöfe befinden sich in Biały Bór (Baldenburg, 14 km) an der Bahnstrecke Piła–Ustka und Iwin (Elfenbusch, 17 km) an der Bahnstrecke Szczecinek–Kołobrzeg.

## Geschichte
Sassenburgs Gründungsjahr ist 1579.
Im Jahre 1925 zählte das Dorf 543 Einwohner. Ihre Zahl verringerte sich bis 1933 auf 508 und betrug 1939 noch 484. Der Ort war bis 1927 ein Dorf im Kreis Bublitz der preußischen Provinz Pommern. Am 1. Oktober 1932 wurde Sassenburg bei der Auflösung des Kreises Bublitz in den Kreis Neustettin ausgegliedert.
Gegen Ende des Zweiten Weltkriegs wurde Sassenburg Anfang März 1945 von der Roten Armee besetzt. Nach Kriegsende wurde Sassenburg als Stare Wierzchowo Teil Polens.
Stare Wierzchowo hat heute etwa 140 Einwohner.

## Kirche
Die Dorfkirche von Sassenburg und Stare Wierzchowo stammt aus dem 18. Jahrhundert. Im Jahre 1928 unterzog man sie einem Umbau. Die Kirche trägt heute den Namen Kościół pw. Matki Boskiej Dobrej Rady.
Bis 1945 – der überwiegende Teil der Bevölkerung war evangelischer Konfession – war die Kirchengemeinde Sassenburg eine Filialgemeinde im Kirchspiel Wurchow (heute polnisch: Wierzchowo). Es gehörte zum Kirchenkreis Bublitz (Bobolice) im Ostsprengel der Kirchenprovinz Pommern der Kirche der Altpreußischen Union. Im Jahre 1940 zählte die Gemeinde 502 (von 2493 im gesamten Kirchspiel) Gemeindeglieder. Letzter deutscher Geistlicher war Pfarrer August Jeschke.
Seit 1945 lebt in Stare Wierzchowo eine mehrheitlich katholische Bevölkerung. Der Ort ist jetzt Sitz einer eigenen Pfarrei, zu der noch die Filialgemeinden Kazimierz (Kasimirshof) und Spore (Sparsee) gehören. Sie ist dem Dekanat Bobolice (Bublitz) im Bistum Köslin-Kolberg der Katholischen Kirche in Polen angegliedert.